# Cistus timbalii
Cistus timbalii är en solvändeväxtart som beskrevs av J.-p. Demoly. Cistus timbalii ingår i släktet Cistus och familjen solvändeväxter. Inga underarter finns listade i Catalogue of Life.